# Michael Dorrmann
Michael Dorrmann (geboren 1968) ist ein deutscher Historiker und Ausstellungskurator.

## Leben
Bereits während seines Studiums der Geschichtswissenschaften an der Humboldt-Universität zu Berlin arbeitete Dorrmann von 1990 bis 1993 für das Deutsche Historische Museum – zunächst als Praktikant, später als freier Mitarbeiter im Ausstellungsbereich. Nach dem Examen wechselte er 1995 zur Vorbereitung der Ausstellung Seuchen in der Geschichte zum Deutschen Hygiene-Museum nach Dresden. Von 1996 bis 1999 war Dorrmann wissenschaftlicher Mitarbeiter am Institut für Geschichtswissenschaften der Humboldt-Universität zu Berlin. Mit finanzieller Unterstützung der Gerda Henkel Stiftung promovierte er 2001 über den Unternehmer und Kunstsammler Eduard Arnhold. Er kuratierte die Ausstellungen Wege nach Weimar 1999 in Weimar, Dem Deutschen Volke 2003 im Jüdischen Museum Berlin, Schlaf und Traum 2007 im Deutschen Hygiene-Museum in Dresden und Raub und Restitution 2009 im Jüdischen Museum Berlin. Dorrmann war von 2010 bis 2015 Leiter des Bereichs Ausstellung und Sammlung der Stiftung Flucht, Vertreibung, Versöhnung und von 2015 bis 2020 Projektleiter der neuen Dauerausstellung im Jüdischen Museum Berlin. Danach wechselte er zum Deutschen Historischen Museum, wo er als Projektleiter Neue Ständige Ausstellung arbeitet.

## Veröffentlichungen (Auswahl)
- Die Ufa 1917–1945. Das deutsche Bilderimperium. Katalog zur Ausstellung des Deutschen Historischen Museums und der Stiftung Deutsche Kinemathek im Zeughaus, Deutsches Historisches Museum, Berlin 1992 (Mitarbeit).
- „Wenn Bismarck wiederkäme“. Kunst, Ideologie und Rathenaus Engagement für ein Bismarck-National-Denkmal. In: Hans Wilderotter (Hrsg.): Die Extreme berühren sich. Argon, Berlin 1993, ISBN 3-87024-250-7, S. 99–108.
- Das große Sterben. Seuchen machen Geschichte. Katalog zur Ausstellung im Deutschen Hygiene Museum Dresden, Hrsg. Hans Wilderotter, Jovis, Berlin 1995, ISBN 3-931321-11-8 (Mitarbeit).
- Wege nach Weimar. Auf der Suche nach der Einheit von Kunst und Politik. Ausstellungskatalog Landesverwaltungsamt Weimar, Jovis, Berlin 1999, ISBN 3-931321-18-5 (zusammen mit Hans Wilderotter).
- „Unser bedeutendster und glücklichster Sammler von neuen Bildern“. Die Entstehung und Präsentation der Sammlung Arnhold in Berlin. In: Andrea Pophanken, Felix Billeter: Die Moderne und ihre Sammler. Akademie-Verlag, Berlin 2001, ISBN 3-05-003546-3.
- Eduard Arnhold (1849–1925). Eine biographische Studie zu Unternehmer- und Mäzenatentum im Deutschen Kaiserreich. De Gruyter, Berlin 2002, ISBN 978-3-05-003748-6 (Zugleich: Dissertation).
- „Dem Deutschen Volke“. Die Geschichte der Berliner Bronzegießer Loevy. Ausstellungskatalog Jüdisches Museum Berlin. DuMont, Köln 2003, ISBN 3-8321-7838-4 (Hrsg. zusammen mit Helmuth F. Braun).
- Schlaf & Traum. Katalog zur Ausstellung im Deutschen Hygiene-Museum Dresden und Wellcome Collection London.  Böhlau, Köln 2007, ISBN 3-412-18706-2 (zusammen mit Helga Raulff).
- Raub und Restitution. Katalog zur Ausstellung des Jüdischen Museums Berlin in Zusammenarbeit mit dem Jüdischen Museum Frankfurt am Main, Wallstein, Göttingen 2008, ISBN 978-3-8353-0361-4 (zusammen mit Inka Bertz).
- Theodor Heuss. Bürger der Weimarer Republik. Briefe 1918–1933. De Gruyter, Berlin 2008, ISBN 978-3-598-25122-1 (Hrsg.).
- Eduard Arnhold, der Gründer der Villa Massimo. In: Joachim Blüher (Hrsg.): 100 Jahre Deutsche Akademie Rom, Villa Massimo. Wienand, Köln 2010, ISBN 978-3-86832-047-3, S. 63–72.
- Ein „Friedensfest“ der frühen Moderne. Die Sammlung Eduard Arnhold. In: Anna-Dorothea Ludewig, Anna-Carolin Augustin: Aufbruch in die Moderne, Sammler, Mäzene und Kunsthändler in Berlin 1880–1933. DuMont, Köln 2012, ISBN 978-3-8321-9428-4, S. 104–119.
- Kunstförderung am „Regentenhof“. Der Mäzen Eduard Arnhold und seine Sammlung. In: Mariantonia Reinhard-Felice (Hrsg.): Kunst ohne Geschichte. Ästhetisch motiviertes Sammeln in Europa und in Amerika. Akten des Internationalen Symposiums „Kunst ohne Geschichte. Ästhetisch Motiviertes Sammeln in Europa und Amerika“ am 7. und 8. September 2012. Hirmer, München 2014, ISBN 978-3-7774-2184-1, S. 61–72.